# Miniopterus macrocneme
Miniopterus macrocneme — вид ссавців родини лиликових.

## Проживання, поведінка
Країна поширення: Індонезія, Нова Каледонія, Папуа Нова Гвінея, Соломонові Острови, Вануату. Проживає від рівня моря до 3200 м. Цей вид зустрічається від рівнинних тропічних лісів до альпійських лук. Живе у дуже великих колоніях у великих, сухих печерах. Комахоїдний, один з найменших у роді.

## Загрози та охорона
Поки не відомо, чи вид присутній в якійсь охоронній території.